# プレシジョンエア
プレシジョンエア（英語：Precision Air）はタンザニアのダルエスサラームに本拠地を置く航空会社で、タンザニア国内で最も大規模な航空会社でもある。ダルエスサラーム、キリマンジャロ、ムワンザを中心にタンザニア国内の9都市と、国際線はケニア・ウガンダ・コモロといった周辺諸国や南アフリカの5都市に就航している。

## 歴史
1991年に設立し、1994年から運航を開始。当初は農業用航空機の運航からのスタートであったが、成長が著しい観光市場のニーズに合わせて事業を拡大、1999年11月に定期便の運航を始めた。2006年にはIOSA監査をタンザニア国内の航空会社で初めて取得した。そして、2011年5月にタンザニア国内の航空会社で唯一IOSA監査に合格した。

## 就航都市
2012年6月現在。
- コモロ
  - モロニ（プリンス・サイード・イブラヒーム国際空港）
- コンゴ民主共和国
  - ルブンバシ（ルブンバシ国際空港）
- ケニア
  - モンバサ（モイ国際空港）
  - ナイロビ（ジョモ・ケニヤッタ国際空港）
- 南アフリカ共和国
  - ヨハネスブルグ（O・R・タンボ国際空港）
- タンザニア
  - ブコバ（ブコバ空港）
  - ダルエスサラーム（ジュリウス・ニエレレ国際空港）
  - キゴマ（キゴマ空港）
  - キリマンジャロ（キリマンジャロ国際空港）
  - ムトワラ（ムトワラ空港）
  - ムソマ（ムソマ空港）
  - ムワンザ（ムワンザ空港）
  - シニャンガ（シニャンガ空港）
  - ザンジバル（ザンジバル国際空港）
- ウガンダ
  - エンテベ（エンテベ国際空港）
- ザンビア
  - ルサカ（ルサカ国際空港）
- ジンバブエ
  - ハラレ（ハラレ国際空港）

## 機材
2011年8月現在の機材
- ATR 42-320：2機
- ATR 42-500：2機
- ATR 72-500：5機
- ボーイング737-300：3機

発注中
- ATR 42-600：1機
- ATR 72-600：4機

## 事故
2022年11月6日、タンザニア・ダルエスサラームを飛び立ちブコバ空港に着陸しようとして失敗、ヴィクトリア湖に墜落した。46人の乗客の内、19人の死者が確認されている 。上空100メートルで機体に問題が発生、悪天候のなか湖に急降下した。